# 西班牙斗牛

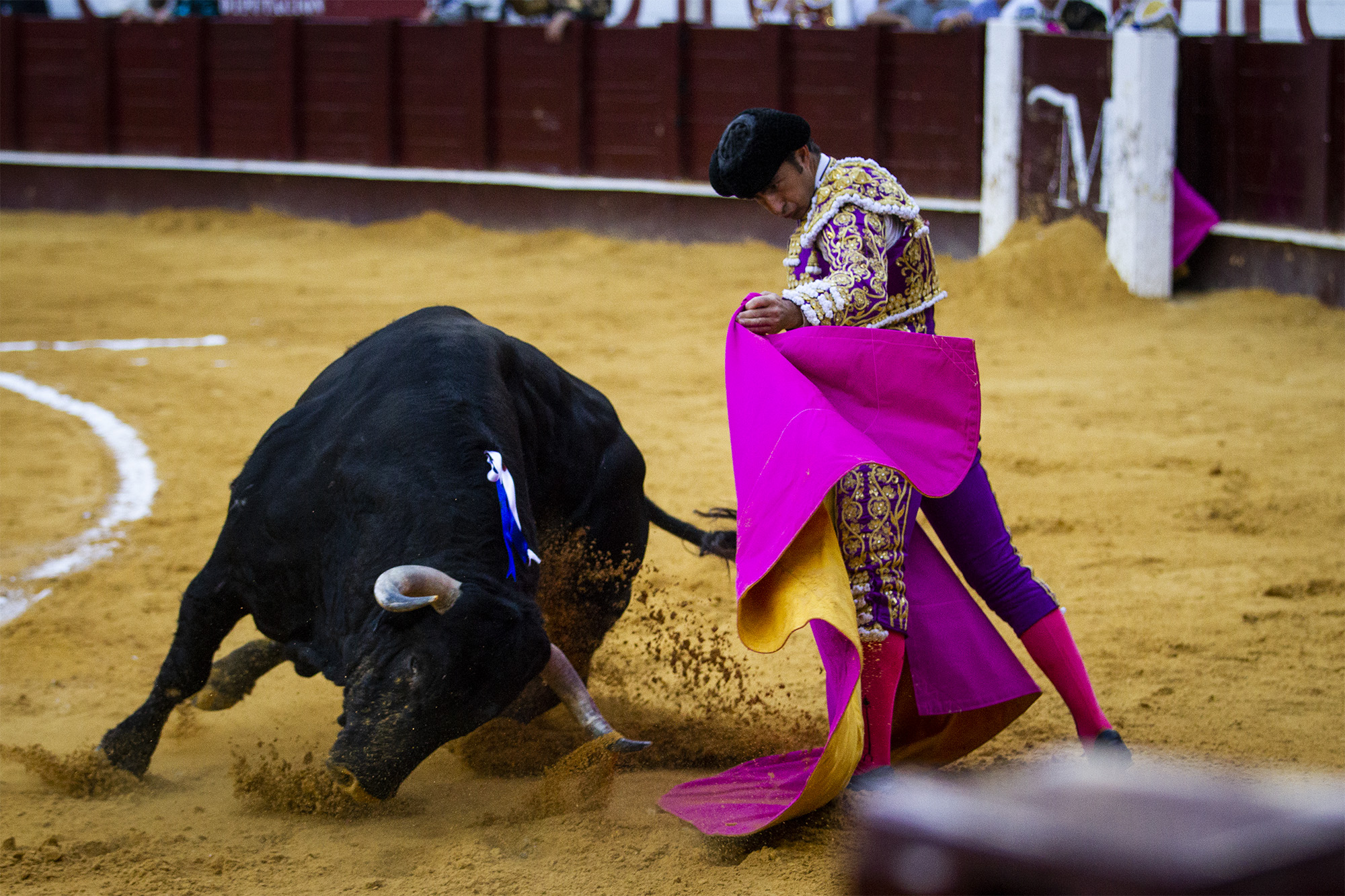
西班牙鬥牛

西班牙鬥牛（意為「奔牛」）是一項人與牛鬥的運動。參與鬥牛的人稱為鬥牛士，主要流行於西班牙、葡萄牙以及拉丁美洲，更是西班牙的國技。鬥牛的歷史可追溯至史前時代的牛崇拜以及壁畫中。

## 歷史
鬥牛由古代的狩獵演變而成。到了中世紀每當國王加冕、結婚、王太子出生和班師凱旋等慶祝活動，王公貴族都以駕馬刺牛助興。16世紀時，西班牙國王卡洛斯一世為慶祝王子——未來的菲利普二世的誕生，在鬥牛場上親手鬥殺了一頭牛。18世紀以後，鬥牛逐漸成為一項民間的傳統娛樂活動。現在鬥牛已成專門職業，有鬥牛學校，培養鬥牛士。

## 過程
西班牙鬥牛三部曲(tercios)
- 長矛階段

- 短札槍階段

- 幕雷達（muleta）階段

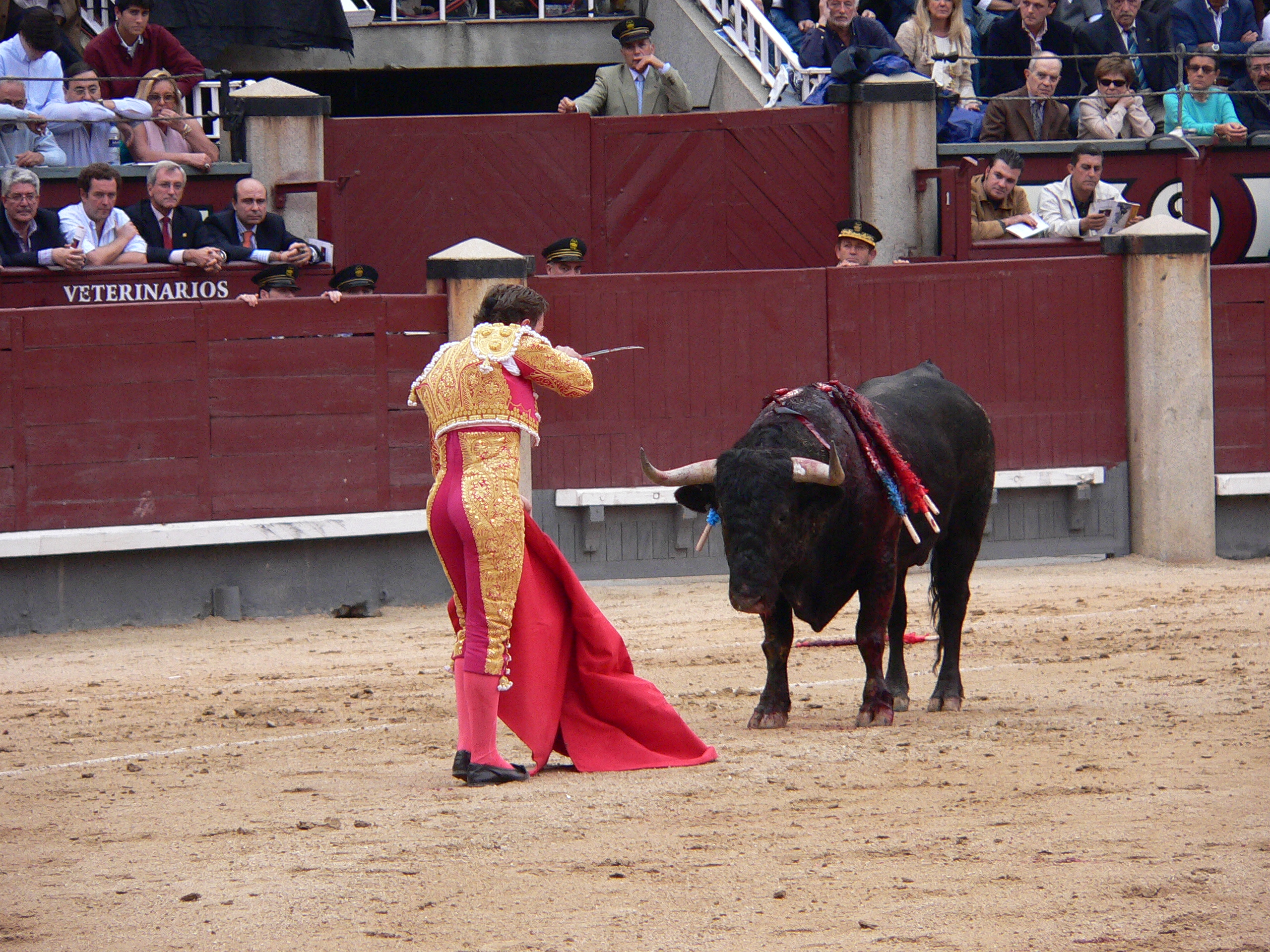
正在西班牙馬德里進行的鬥牛

先把牛抓去關在一個黑暗的屋子裡，讓牠感到恐懼，而且不斷的激怒牠，讓牠憤怒無比。然後，把牛帶到鬥牛場。
進場前，鬥牛士的助手先在牛背上插上一根尖銳的長槍 (arpón)，讓牠又怕又痛又憤怒的繞著鬥牛場跑，但不能逃脫。
接著，鬥牛士的助手再插上三四根尖銳的長槍 (pica)，有的深得穿透肺臟。等牛跑得筋疲力盡後，鬥牛士才出場，有近視又有色盲的牛以為鬥牛士的紅布是傷害牠的敵人，在觀眾的歡呼聲中，拼命往紅布亂撞。鬥牛士成功退場後，鬥牛士的助手又在牛背的傷口上，一根接一根的插上尖銳的長鉤 (banderillas)，讓四到六根有倒鉤的長鉤鉤在牠血淋淋的背部肌肉上，使得牛的每一步動作都讓牠痛得無法忍受。等到牛的行動有點遲緩，有垂頭等死的預兆，鬥牛士才又出場，趁牛痛得無法辨識無法逃避，拿起鋒利的長劍，一劍一劍的從牠背部刺向心臟，
然後，鬥牛士用短劍切斷牛的脊髓，但常常不能完全切斷，無法把牛殺死，只嚴重傷到牠的脊髓。
最後，不管牛有沒有死透，把牠的耳朵割下來，拖著牠繞場走。

## 批评

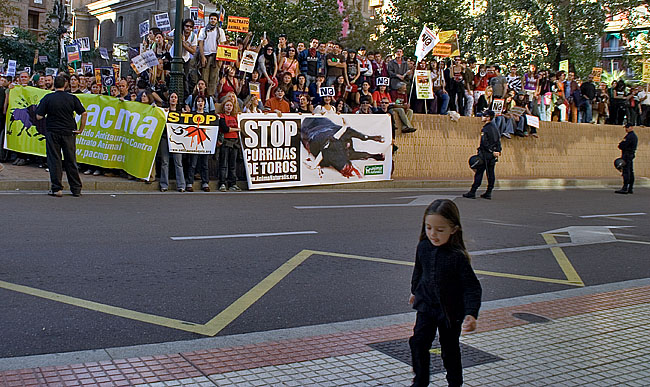
在西班牙萨拉戈萨的抗议运动

鬥牛是項很危險的運動。常有鬥牛士因此受傷或死亡。参与其中的公牛也最终会惨死，使得此项运动十分血腥而不人道。西班牙国内对斗牛活动一直辩论激烈。许多西班牙人酷爱这一悠久传统，将其视为一种古老的艺术表现形式，它一直吸引着艺术家、作家和大批观众。
20世纪早期开始西班牙出现反对斗牛的声音，主要来自98世代。到21世纪，动物权利活动人士开始大规模反对斗牛，这一传统是过时的血腥运动，与现代社会格格不入，经常在斗牛场门口附近宣传抵制斗牛。根據西班牙動物保護團體「動物平等」發言人拉斐爾・博羅表示西班牙每年有1.2萬頭鬥牛遭殺害。

## 立法禁止

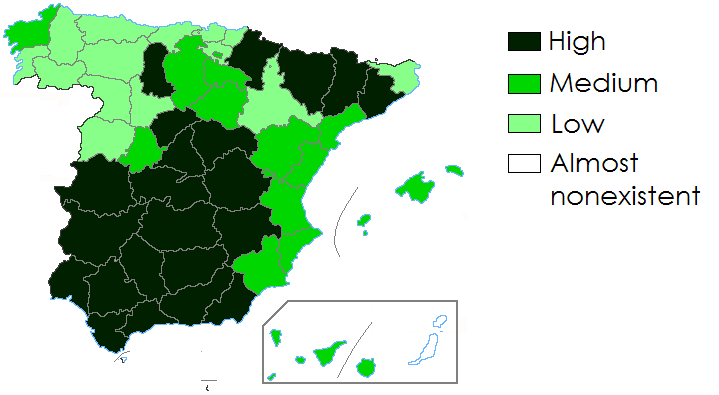
19世纪西班牙斗牛流行区域

1991年，加那利群岛成为西班牙首个立法禁止斗牛的地区。该地区通过立法禁止了对动物含有“残忍行为”的公开表演，但这其中并不包括加那利群岛传统的斗鸡。2010年7月28日，加泰罗尼亚的议会通过一项议案，决定从2012年1月1日起禁止在当地举行斗牛活动。2016年10月20日，西班牙憲法法院認為加泰羅尼亞政府鬥牛禁令「违宪」。

## 禁播

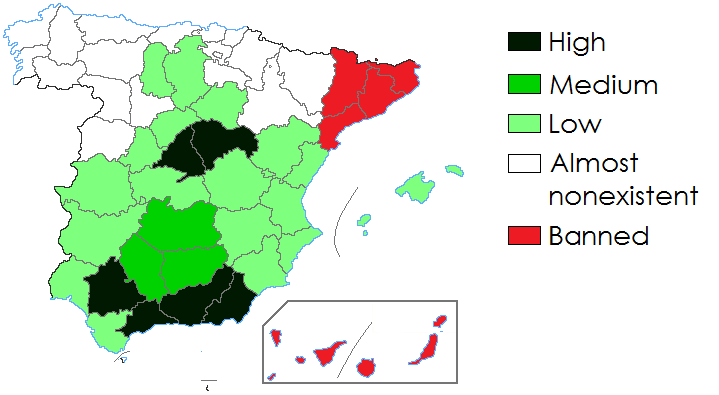
21世纪西班牙斗牛流行和禁止地区

西班牙国家广播台表示不再电视播放斗牛，因为斗牛对少年儿童来说过于暴力。西班牙广播电视台在解释这一禁播决定时说，斗牛通常在少年观众收看电视的时段进行，他们可能因看到“对动物施暴”的内容而感到不安，因此必须全力避免。西班牙广播电视台已经好几年不播放斗牛节目了，理由是收视率太低和预算有限。2011年1月9日公布的新的指导原则是该台首次将暴力列为禁播理由。

## 相关文学影视作品
- 碧血黄沙（西班牙小说，作者布拉斯科·伊巴涅斯，先后于1922年、1941年及1989年三次改编为电影）[7]